# Marcipa rougeoti
Marcipa rougeoti is een vlinder uit de familie spinneruilen (Erebidae). De wetenschappelijke naam is voor het eerst geldig gepubliceerd in 1975 door Jean Pelletier.
De soort komt voor in tropisch Afrika.